# Lista planetelor minore/901–1000
Aceasta este Lista planetelor minore/901–1000; pentru a naviga prin lista completă vezi Lista planetelor minore.
Pentru ale detalii vezi și Proiect:Astronomie sau Portal:Astronomie.
| Nume              | Denumire provizorie | Data descoperirii  | Locul descoperirii      | Descoperitor(i)      |
| ----------------- | ------------------- | ------------------ | ----------------------- | -------------------- |
| 901 Brunsia       | 19 EE               | 30 august 1918     | Heidelberg              | M. F. Wolf           |
| 902 Probitas      | 1918 EJ             | 3 septembrie 1918  | Vienna                  | J. Palisa            |
| 903 Nealley       | 1918 EM             | 13 septembrie 1918 | Vienna                  | J. Palisa            |
| 904 Rockefellia   | 1918 EO             | 29 octombrie 1918  | Heidelberg              | M. F. Wolf           |
| 905 Universitas   | 1918 ES             | 30 octombrie 1918  | Hamburg-Bergedorf       | A. Schwassmann⁠(d)    |
| 906 Repsolda      | 1918 ET             | 30 octombrie 1918  | Hamburg-Bergedorf       | A. Schwassmann       |
| 907 Rhoda         | 1918 EU             | 12 noiembrie 1918  | Heidelberg              | M. F. Wolf           |
| 908 Buda          | 1918 EX             | 30 noiembrie 1918  | Heidelberg              | M. F. Wolf           |
| 909 Ulla          | 1919 FA             | 7 februarie 1919   | Heidelberg              | K. Reinmuth          |
| 910 Anneliese     | 1919 FB             | 1 martie 1919      | Heidelberg              | K. Reinmuth          |
| 911 Agamemnon     | 1919 FD             | 19 martie 1919     | Heidelberg              | K. Reinmuth          |
| 912 Maritima      | 1919 FJ             | 27 aprilie 1919    | Hamburg-Bergedorf       | A. Schwassmann⁠(d)    |
| 913 Otila         | 1919 FL             | 19 mai 1919        | Heidelberg              | K. Reinmuth          |
| 914 Palisana      | 1919 FN             | 4 iulie 1919       | Heidelberg              | M. F. Wolf           |
| 915 Cosette       | 1918 b              | 14 decembrie 1918  | Algiers                 | F. Gonnessiat⁠(d)     |
| 916 America       | 1915 S1             | 7 august 1915      | Crimea-Simeis⁠(d)        | G. N. Neuimin        |
| 917 Lyka          | 1915 S4             | 5 septembrie 1915  | Crimea-Simeis           | G. N. Neuimin        |
| 918 Itha          | 1919 FR             | 22 august 1919     | Heidelberg              | K. Reinmuth          |
| 919 Ilsebill      | 1918 EQ             | 30 octombrie 1918  | Heidelberg              | M. F. Wolf           |
| 920 Rogeria       | 1919 FT             | 1 septembrie 1919  | Heidelberg              | K. Reinmuth          |
| 921 Jovita        | 1919 FV             | 4 septembrie 1919  | Heidelberg              | K. Reinmuth          |
| 922 Schlutia      | 1919 FW             | 18 septembrie 1919 | Heidelberg              | K. Reinmuth          |
| 923 Herluga       | 1919 GB             | 30 septembrie 1919 | Heidelberg              | K. Reinmuth          |
| 924 Toni          | 1919 GC             | 20 octombrie 1919  | Heidelberg              | K. Reinmuth          |
| 925 Alphonsina    | 1920 GM             | 13 ianuarie 1920   | Barcelona               | J. Comas Solá        |
| 926 Imhilde       | 1920 GN             | 15 februarie 1920  | Heidelberg              | K. Reinmuth          |
| 927 Ratisbona     | 1920 GO             | 16 februarie 1920  | Heidelberg              | M. F. Wolf           |
| 928 Hildrun       | 1920 GP             | 23 februarie 1920  | Heidelberg              | K. Reinmuth          |
| 929 Algunde       | 1920 GR             | 10 martie 1920     | Heidelberg              | K. Reinmuth          |
| 930 Westphalia    | 1920 GS             | 10 martie 1920     | Hamburg-Bergedorf       | W. Baade             |
| 931 Whittemora    | 1920 GU             | 19 martie 1920     | Algiers                 | F. Gonnessiat⁠(d)     |
| 932 Hooveria      | 1920 GV             | 23 martie 1920     | Vienna                  | J. Palisa            |
| 933 Susi          | 1927 CH             | 10 februarie 1927  | Heidelberg              | K. Reinmuth          |
| 934 Thüringia     | 1920 HK             | 15 august 1920     | Hamburg-Bergedorf       | W. Baade             |
| 935 Clivia        | 1920 HM             | 7 septembrie 1920  | Heidelberg              | K. Reinmuth          |
| 936 Kunigunde     | 1920 HN             | 8 septembrie 1920  | Heidelberg              | K. Reinmuth          |
| 937 Bethgea       | 1920 HO             | 12 septembrie 1920 | Heidelberg              | K. Reinmuth          |
| 938 Chlosinde     | 1920 HQ             | 9 septembrie 1920  | Heidelberg              | K. Reinmuth          |
| 939 Isberga       | 1920 HR             | 4 octombrie 1920   | Heidelberg              | K. Reinmuth          |
| 940 Kordula       | 1920 HT             | 10 octombrie 1920  | Heidelberg              | K. Reinmuth          |
| 941 Murray        | 1920 HV             | 10 octombrie 1920  | Vienna                  | J. Palisa            |
| 942 Romilda       | 1920 HW             | 11 octombrie 1920  | Heidelberg              | K. Reinmuth          |
| 943 Begonia       | 1920 HX             | 20 octombrie 1920  | Heidelberg              | K. Reinmuth          |
| 944 Hidalgo       | 1920 HZ             | 31 octombrie 1920  | Hamburg-Bergedorf       | W. Baade             |
| 945 Barcelona     | 1921 JB             | 3 februarie 1921   | Barcelona               | J. Comas Solá        |
| 946 Poësia        | 1921 JC             | 11 februarie 1921  | Heidelberg              | M. F. Wolf           |
| 947 Monterosa     | 1921 JD             | 8 februarie 1921   | Hamburg-Bergedorf       | A. Schwassmann⁠(d)    |
| 948 Jucunda       | 1921 JE             | 3 martie 1921      | Heidelberg              | K. Reinmuth          |
| 949 Hel           | 1921 JK             | 11 martie 1921     | Heidelberg              | M. F. Wolf           |
| 950 Ahrensa       | 1921 JP             | 1 aprilie 1921     | Heidelberg              | K. Reinmuth          |
| 951 Gaspra        | 1916 S45            | 30 iulie 1916      | Crimea-Simeis⁠(d)        | G. N. Neuimin        |
| 952 Caia          | 1916 S61            | 27 octombrie 1916  | Crimea-Simeis           | G. N. Neuimin        |
| 953 Painleva      | 1921 JT             | 29 aprilie 1921    | Alger                   | V. P Jehovski        |
| 954 Li            | 1921 JU             | 4 august 1921      | Heidelberg              | K. Reinmuth          |
| 955 Alstede       | 1921 JV             | 5 august 1921      | Heidelberg              | K. Reinmuth          |
| 956 Elisa         | 1921 JW             | 8 august 1921      | Heidelberg              | K. Reinmuth          |
| 957 Camelia       | 1921 JX             | 7 septembrie 1921  | Heidelberg              | K. Reinmuth          |
| 958 Asplinda      | 1921 KC             | 28 septembrie 1921 | Heidelberg              | K. Reinmuth          |
| 959 Arne          | 1921 KF             | 30 septembrie 1921 | Heidelberg              | K. Reinmuth          |
| 960 Birgit        | 1921 KH             | 1 octombrie 1921   | Heidelberg              | K. Reinmuth          |
| 961 Gunnie        | 1921 KM             | 10 octombrie 1921  | Heidelberg              | K. Reinmuth          |
| 962 Aslög         | 1921 KP             | 25 octombrie 1921  | Heidelberg              | K. Reinmuth          |
| 963 Iduberga      | 1921 KR             | 26 octombrie 1921  | Heidelberg              | K. Reinmuth          |
| 964 Subamara      | 1921 KS             | 27 octombrie 1921  | Vienna                  | J. Palisa            |
| 965 Angelica      | 1921 KT             | 4 noiembrie 1921   | La Plata Observatory⁠(d) | J. Hartmann⁠(d)       |
| 966 Muschi        | 1921 KU             | 9 noiembrie 1921   | Hamburg-Bergedorf       | W. Baade             |
| 967 Helionape     | 1921 KV             | 9 noiembrie 1921   | Hamburg-Bergedorf       | W. Baade             |
| 968 Petunia       | 1921 KW             | 24 noiembrie 1921  | Heidelberg              | K. Reinmuth          |
| 969 Leocadia      | 1921 KZ             | 5 noiembrie 1921   | Crimea-Simeis⁠(d)        | S. N. Beliavskii     |
| 970 Primula       | 1921 LB             | 29 noiembrie 1921  | Heidelberg              | K. Reinmuth          |
| 971 Alsatia       | 1921 LF             | 23 noiembrie 1921  | Nice                    | A. Schaumasse⁠(d)     |
| 972 Cohnia        | 1922 LK             | 18 ianuarie 1922   | Heidelberg              | M. F. Wolf           |
| 973 Aralia        | 1922 LR             | 18 martie 1922     | Heidelberg              | K. Reinmuth          |
| 974 Lioba         | 1922 LS             | 18 martie 1922     | Heidelberg              | K. Reinmuth          |
| 975 Perseverantia | 1922 LT             | 27 martie 1922     | Vienna                  | J. Palisa            |
| 976 Benjamina     | 1922 LU             | 27 martie 1922     | Algiers                 | V. P Jehovskii       |
| 977 Philippa      | 1922 LV             | 6 aprilie 1922     | Algiers                 | V. P Jehovskii       |
| 978 Aidamina      | 1922 LY             | 18 mai 1922        | Crimea-Simeis⁠(d)        | S. N. Beliavskii     |
| 979 Ilsewa        | 1922 MC             | 29 iunie 1922      | Heidelberg              | K. Reinmuth          |
| 980 Anacostia     | 1921 W19            | 21 noiembrie 1921  | Washington⁠(d)           | G. H. Peters⁠(d)      |
| 981 Martina       | 1917 S92            | 23 septembrie 1917 | Crimea-Simeis⁠(d)        | S. N. Beliavskii     |
| 982 Franklina     | 1922 MD             | 21 mai 1922        | Johannesburg⁠(d)         | H. E. Wood⁠(d)        |
| 983 Gunila        | 1922 ME             | 30 iulie 1922      | Heidelberg              | K. Reinmuth          |
| 984 Gretia        | 1922 MH             | 27 august 1922     | Heidelberg              | K. Reinmuth          |
| 985 Rosina        | 1922 MO             | 14 octombrie 1922  | Heidelberg              | K. Reinmuth          |
| 986 Amelia        | 1922 MQ             | 19 octombrie 1922  | Barcelona               | J. Comas Solá        |
| 987 Wallia        | 1922 MR             | 23 octombrie 1922  | Heidelberg              | K. Reinmuth          |
| 988 Appella       | 1922 MT             | 10 noiembrie 1922  | Algiers                 | V. P Jehovskii       |
| 989 Schwassmannia | 1922 MW             | 18 noiembrie 1922  | Hamburg-Bergedorf       | A. Schwassmann⁠(d)    |
| 990 Yerkes        | 1922 MZ             | 23 noiembrie 1922  | Williams Bay⁠(d)         | G. Van Biesbroeck⁠(d) |
| 991 McDonalda     | 1922 NB             | 24 octombrie 1922  | Williams Bay            | O. Struve⁠(d)         |
| 992 Swasey        | 1922 ND             | 14 noiembrie 1922  | Williams Bay            | O. Struve            |
| 993 Moultona      | 1923 NJ             | 12 ianuarie 1923   | Williams Bay            | G. Van Biesbroeck⁠(d) |
| 994 Otthild       | 1923 NL             | 18 martie 1923     | Heidelberg              | K. Reinmuth          |
| 995 Sternberga    | 1923 NP             | 8 iunie 1923       | Crimea-Simeis⁠(d)        | S. N. Beliavskii     |
| 996 Hilaritas     | 1923 NM             | 21 martie 1923     | Vienna                  | J. Palisa            |
| 997 Priska        | 1923 NR             | 12 iulie 1923      | Heidelberg              | K. Reinmuth          |
| 998 Bodea         | 1923 NU             | 6 august 1923      | Heidelberg              | K. Reinmuth          |
| 999 Zachia        | 1923 NW             | 9 august 1923      | Heidelberg              | K. Reinmuth          |
| 1000 Piazzia      | 1923 NZ             | 12 august 1923     | Heidelberg              | K. Reinmuth          |